# 스타크래프트 특수 물체
스타크래프트 특수 물체는 스타크래프트에서 나오는 특수 물체들을 가리키는 단어이다. 일반적인 스타크래프트 게임에서도 볼 수 있는 특수 물체와 스타크래프트 캠페인과 같은 특수한 게임에서만 등장하는 특수 물체들이 있다.

## 스타크래프트 특수 물체들의 목록
다음은 스타크래프트, 스타크래프트 리마스터, 스타크래프트 2에서 나오는 특수 물체들을 모두 나열하는 문단이다.
- 거미 지뢰:테란의 유닛인 벌처가 심는 부속품의 유닛이지만 스타크래프트 특수 물체로도 취급된다.
- 케이다린 크리스탈
- 우라즈 크리스탈
- 칼리스 크리스탈
- 애벌레 코치
- 데이터 디스크
- 사이오닉 방출기
- 통신위성 중계기
- 깃발
- 테란 비콘
- 테란 깃발 비콘
- 프로토스 비콘
- 프로토스 깃발 비콘
- 저그 비콘
- 저그 깃발 비콘
- 중추석
- 젤나가 세계함
- 젤나가 유물
- 젤나가의 함

## 같이 보기
- 스타크래프트
- 스타크래프트 리마스터
- 스타크래프트 2